# Charlotte Armbruster
Charlotte Armbruster (* 7. November 1886 in Stuttgart; † 23. September 1970 in Stuttgart) war eine deutsche Kommunalpolitikerin in Stuttgart während der Zeit der Weimarer Republik sowie der frühen Bundesrepublik.

## Leben
Armbruster wuchs in einfachen Verhältnissen im Eisenbahndörfle im Nordbahnhofsviertel auf. Nach Volksschule, hauswirtschaftlichem Jahr und einer kaufmännischen Ausbildung bei der Daimler-Motoren-Gesellschaft arbeitete sie bei verschiedenen Firmen. Da diese Tätigkeit jedoch nicht ihren Vorstellungen entsprach, ging sie 1905 nach Berlin, um sich dort in Kursen zur Fürsorgerin zu qualifizieren. Anschließend kehrte sie nach Stuttgart zurück und war als Fürsorgerin für die Stadtverwaltung in Stuttgart-West tätig. Dort kümmerte sie sich um kranke und arme Familien. 
Während des Ersten Weltkriegs arbeitet sie im Hilfsausschuss für die Armen mit. Von Königin Charlotte von Württemberg wurde sie 1918 für besonders hervorragende Dienste mit dem Charlottenkreuz ausgezeichnet. 
1919 ließ sich Charlotte Armbruster für die Zentrumspartei in den Gemeinderat wählen. Neben ihr gab es zu dieser Zeit drei weitere Stadträtinnen. Bis 1933 wurde sie jeweils wieder in das Gremium gewählt. Dem NS-Regime stand sie sehr kritisch gegenüber. Informationsaktionen mit Hilfe von Flugblättern ließen sie nur knapp einer Verhaftung entgehen. 1936 steckte sich Charlotte Armbruster im Dienst mit offener Tuberkulose an. Aus Krankheitsgründen wurde sie 1943 pensioniert und 1944 nach Leutkirch evakuiert. 1945 kehrte sie nach Stuttgart zurück.
Von Mai 1946 bis Ende 1959, als sie altershalber ausschied, war sie wieder Stadträtin. Ihr Nebensitzer war Eugen Eberle, der sie als "beste Bettlerin aller Zeiten" charakterisierte, da sie selbstlos war und sich um das Beste für alle anderen sorgte. Besonders wusste sie, wo Geldhähne für soziale Themen anzuzapfen waren. Neben ihrer kommunalpolitischen Arbeit hat Charlotte Armbruster beim Aufbau des Hildegardisheims mitgewirkt. Sie trug die notwendigen Gelder zusammen und betreute das Haus 15 Jahre lang ehrenamtlich. Das Hildegardisheim ist heute noch ein Wohnheim für Mädchen und junge Frauen, die sich in der Ausbildung befinden. Auch beim Wiederaufbau der katholischen Bahnhofsmission, die 1939 von den Machthabern des Dritten Reiches verboten worden war, beteiligte sie sich. Zusätzlich war sie Vorsitzende des katholischen Mädchenschutzverbandes.
Am 23. September 1970 starb Charlotte Armbruster nach kurzer Krankheit. Sie ist auf dem Pragfriedhof begraben.

## Auszeichnungen
1918 erhielt sie das Charlottenkreuz. 1956 wurde ihr das Bundesverdienstkreuz am Bande verliehen, außerdem erhielt sie 1959 von Papst Johannes XXIII. die Auszeichnung Pro ecclesia et pontifice für vorbildliche kirchliche Arbeit.
Am 18. März 2004 wurde durch die Stadt Stuttgart im Stadtteil Bad Cannstatt/Steinhaldenfeld eine Straße nach ihr benannt.